# Henri Godding
Henri Godding, född 28 maj 1892, död 16 oktober 1980, var en friidrottare från Belgien. Han deltog vid olympiska sommarspelen 1920.